# سيريل توماسون
سيريل توماسون (من مواليد 4 يوليو 1987 في فيلوربان) هو لاعب جمباز فني فرنسي. أقوى أجهزته هو حصان الحلق وجهاز المتوازي. يبلغ طوله 171 سـم (5 قدم 7 بوصة) طويل ويزن 62 كـغ (137 رطل).

## الحياة المهنية
بدأ ممارسة رياضة الجمباز في سن السابعة وتدرب في قاعة الألعاب الرياضية في ليون مع يان كوتشيرات، بقيادة المدرب أناتولي فورونتسوف. كان سيريل عضوًا في المنتخب الفرنسي منذ عام 2000 حيث احتل المركز الأول في بطولة إسبوار. أما في بطولة النخبة الفرنسية (Championnats de France Elite) التي أقيمت في ألبرتفيل عام 2010، فقد احتل المركز الأول في المنافسة على المتوازي والحركات الأرضية. في بطولة الجمباز الفني الأوروبية للرجال 2010 التي أقيمت في برمنغهام فاز بميدالية برونزية مع المنتخب الفرنسي. في العام التالي، فاز بميدالية فضية في بطولة العالم للجمباز الفني 2011 التي أقيمت في طوكيو والميدالية الفضية في بطولة 2011 للجمباز الفني الأوروبي التي أقيمت في برلين، وكلاهما في حصان الحلق.
نافس في دورة الالعاب الاولمبية الصيفية 2012 في الفريق الفني الشامل للرجال. كما نافس في دورة الألعاب الأولمبية الصيفية 2020 التي أقيمت في طوكيو.

## روابط خارجية
- سيريل توماسون في الاتحاد الدولي للجمباز
- سيريل توماسون  على موقع اللجنة الأولمبية الدولية
- Cyril Tommasone at the Comité National Olympique et Sportif Français (in French)
- Cyril Tommasone at Olympedia